# Ortogonální souřadnice
Ortogonální souřadnice (ortogonální soustava souřadnic, též pravoúhlá soustava souřadnic nebo pravoúhlé souřadnice) představují v matematice takový systém souřadnic, v němž jsou v každém bodě souřadné osy navzájem kolmé.
Označení pochází z latiny, kde othos znamená pravý a přípona -gonální znamená -úhlý.
Ortogonální souřadnice lze definovat jako množinu souřadnic {\displaystyle \mathbf {q} }, jejichž metrický tenzor má pouze diagonální členy, tzn. infinitezimální čtverec vzdálenosti {\displaystyle \mathrm {d} s^{2}} může být zapsán jako součet čtverců infinitezimálních souřadnicových vzdáleností, tzn.
{\displaystyle \mathrm {d} s^{2}=\sum _{k=1}^{D}\left(h_{k}\mathrm {d} q_{k}\right)^{2}},
kde {\displaystyle D} je dimenze prostoru a funkce {\displaystyle h_{k}(\mathbf {q} )\ {\stackrel {\mathrm {def} }{=}}\ {\sqrt {g_{kk}(\mathbf {q} )}}} (tzv. Laméovy koeficienty) jsou určeny diagonálními prvky metrického tenzoru {\displaystyle g_{ik}(\mathbf {q} )}.

## Vektory a integrály
Ze vztahu pro vzdálenost lze určit infinitezimální změnu ve směru souřadnice {\displaystyle \mathrm {d} q_{m}} jako {\displaystyle \mathrm {d} s_{m}=h_{k}\mathrm {d} q_{k}}. Odtud lze získat diferenciál polohového vektoru {\displaystyle \mathbf {r} } jako
{\displaystyle \mathrm {d} \mathbf {r} =\sum _{k=1}^{D}h_{k}\mathrm {d} q_{k}\mathbf {e} _{k}},
kde {\displaystyle \mathbf {e} _{k}} jsou jednotkové vektory kolmé (tedy normálové vektory) k plochám konstantních souřadnic {\displaystyle q_{k}}. Tyto jednotkové vektory jsou tečné k souřadnicovým čarám a tvoří souřadnicové osy lokálního kartézského systému souřadnic.
Vztahy pro skalární a vektorový součin mají v ortogonálním souřadném systému obvyklý tvar, tzn.
{\displaystyle \mathbf {A} \cdot \mathbf {B} =\sum _{k=1}^{D}A_{k}B_{k}}
Tedy např. integrál po křivce {\displaystyle {\mathcal {C}}} má v ortogonálních souřadnicích tvar
{\displaystyle \int _{\mathcal {C}}\mathbf {F} \cdot \mathrm {d} \mathbf {r} =\sum _{k=1}^{D}\int _{\mathcal {C}}F_{k}h_{k}\mathrm {d} q_{k}},
kde {\displaystyle F_{k}} je složka vektoru {\displaystyle \mathbf {F} } ve směru {\displaystyle k}-tého jednotkového vektoru {\displaystyle \mathbf {e} _{k}}
{\displaystyle F_{k}\ {\stackrel {\mathrm {def} }{=}}\ \mathbf {e} _{k}\cdot \mathbf {F} }
Podobně lze pro infinitezimální element obsahu psát {\displaystyle \mathrm {d} P=\mathrm {d} s_{i}\mathrm {d} s_{j}=h_{i}h_{j}\mathrm {d} q_{i}\mathrm {d} q_{j}}, kde {\displaystyle i\neq j}, a pro infinitezimální element objemu {\displaystyle \mathrm {d} V=\mathrm {d} s_{i}\mathrm {d} s_{j}\mathrm {d} s_{k}=h\mathrm {d} q_{i}\mathrm {d} q_{j}\mathrm {d} q_{k}}, kde {\displaystyle h\ {\stackrel {\mathrm {def} }{=}}\ h_{i}h_{j}h_{k}} a
{\displaystyle i\neq j\neq k}. Např. integrál přes plochu {\displaystyle {\mathcal {S}}} ve třírozměrných ortogonálních souřadnicích má tvar
{\displaystyle \int _{\mathcal {S}}\mathbf {F} \cdot \mathrm {d} \mathbf {S} =\int _{\mathcal {S}}F_{1}h_{2}h_{3}\mathrm {d} q_{2}\mathrm {d} q_{3}+\int _{\mathcal {S}}F_{2}h_{3}h_{1}\mathrm {d} q_{3}\mathrm {d} q_{1}+\int _{\mathcal {S}}F_{3}h_{1}h_{2}\mathrm {d} q_{1}\mathrm {d} q_{2}}

## Diferenciální operátory ve třech rozměrech
Gradient lze vyjádřit jako
{\displaystyle \nabla \Phi ={\frac {\mathbf {e} _{1}}{h_{1}}}{\frac {\partial \Phi }{\partial q_{1}}}+{\frac {\mathbf {e} _{2}}{h_{2}}}{\frac {\partial \Phi }{\partial q_{2}}}+{\frac {\mathbf {e} _{3}}{h_{3}}}{\frac {\partial \Phi }{\partial q_{3}}}}
Laplaceův operátor má tvar
{\displaystyle \nabla ^{2}\Phi ={\frac {1}{h_{1}h_{2}h_{3}}}\left[{\frac {\partial }{\partial q_{1}}}\left({\frac {h_{2}h_{3}}{h_{1}}}{\frac {\partial \Phi }{\partial q_{1}}}\right)+{\frac {\partial }{\partial q_{2}}}\left({\frac {h_{3}h_{1}}{h_{2}}}{\frac {\partial \Phi }{\partial q_{2}}}\right)+{\frac {\partial }{\partial q_{3}}}\left({\frac {h_{1}h_{2}}{h_{3}}}{\frac {\partial \Phi }{\partial q_{3}}}\right)\right]}
Operátor divergence se zapíše jako
{\displaystyle \nabla \cdot \mathbf {F} ={\frac {1}{h_{1}h_{2}h_{3}}}\left[{\frac {\partial }{\partial q_{1}}}\left(F_{1}h_{2}h_{3}\right)+{\frac {\partial }{\partial q_{2}}}\left(F_{2}h_{3}h_{1}\right)+{\frac {\partial }{\partial q_{3}}}\left(F_{3}h_{1}h_{2}\right)\right]}
kde {\displaystyle F_{k}} je {\displaystyle k}-tá složka vektoru {\displaystyle \mathbf {F} }.
Podobně lze operátor rotace vyjádřit ve tvaru
{\displaystyle \nabla \times \mathbf {F} ={\frac {\mathbf {e} _{1}}{h_{2}h_{3}}}\left[{\frac {\partial }{\partial q_{2}}}\left(h_{3}F_{3}\right)-{\frac {\partial }{\partial q_{3}}}\left(h_{2}F_{2}\right)\right]+{\frac {\mathbf {e} _{2}}{h_{3}h_{1}}}\left[{\frac {\partial }{\partial q_{3}}}\left(h_{1}F_{1}\right)-{\frac {\partial }{\partial q_{1}}}\left(h_{3}F_{3}\right)\right]+{\frac {\mathbf {e} _{3}}{h_{1}h_{2}}}\left[{\frac {\partial }{\partial q_{1}}}\left(h_{2}F_{2}\right)-{\frac {\partial }{\partial q_{2}}}\left(h_{1}F_{1}\right)\right]}

## Příklady

### Dvourozměrné ortogonální soustavy souřadnic
- Kartézská soustava souřadnic (dvourozměrná)
- Polární soustava souřadnic
- Eliptická soustava souřadnic
- Parabolická soustava souřadnic (dvourozměrná)
- Bipolární soustava souřadnic

### Třírozměrné ortogonální soustavy souřadnic
- Kartézská soustava souřadnic (třírozměrná)
- Sférická soustava souřadnic
- Válcová soustava souřadnic
- Eliptická válcová soustava souřadnic